# Leif G. W. Persson

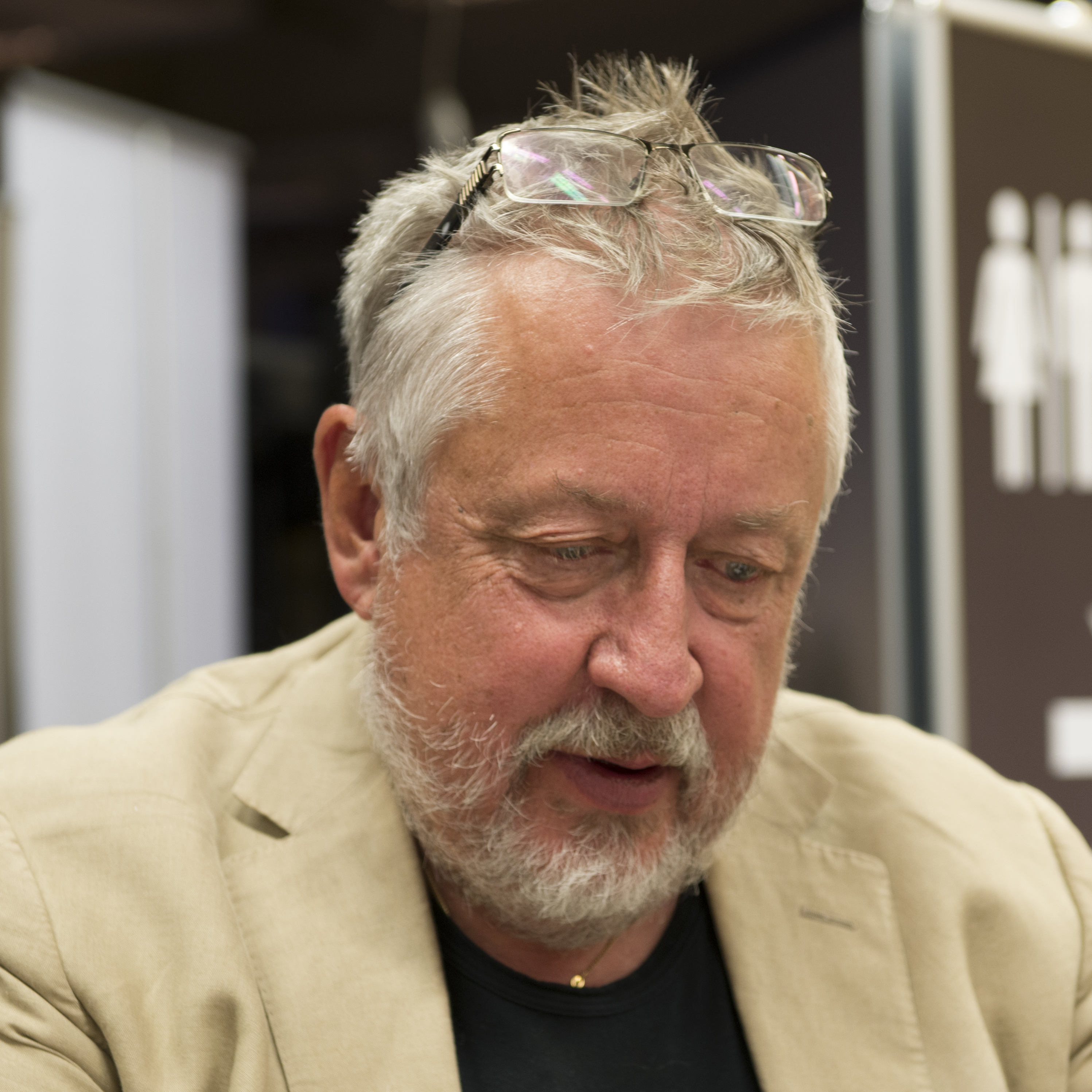
Leif G. W Persson (2013)

Leif Gustav Willy („GW“) Persson (Aussprache [ˌlɛjf geːveːˈpæːʂɔn], * 12. März 1945 in Stockholm) ist Kriminologe, Fernsehmoderator und einer der führenden Krimiautoren Schwedens.

## Leben und Werk
Persson ist der Sohn eines Bauarbeiters. Im Jahr 1977 arbeitete er beim Rikspolisstyrelsen, der zentralen Aufsichtsbehörde der schwedischen Polizei, als eine Affäre um vermutete Kontakte des ehemaligen schwedischen Justizministers Lennart Geijer zu Prostituierten publik wurde. Die Tageszeitung Dagens Nyheter legte Perssons Namen als Quelle für die Anschuldigungen offen, woraufhin dieser aus dem Polizeidienst entlassen wurde. Die Affäre entwickelte sich zu einem der größten Justizskandale Schwedens. Nach einem Suizidversuch verarbeitete Persson die Geschehnisse literarisch und schrieb innerhalb von sechs Wochen seinen ersten Kriminalroman Grisfesten (dt. Das Schweinefest, 1978) über einen Minister und dessen Kontakte zu Prostituierten.
In den folgenden Jahren veröffentlichte Persson zwei weitere Romane mit den Polizeibeamten Lars Martin Johansson und Bo Jarnebring. Für Samhällsbärarna (dt. In guter Gesellschaft) gewann er 1982 den schwedischen Krimipreis. Anschließend machte er eine 20-jährige Pause von der Kriminalliteratur. Im Jahr 1991 trat er wieder in die Dienste des Rikspolisstyrelsen und unterstützte die Behörde als Professor der Kriminologie bei Studien zur Kriminalität sowie als Berater in Kriminalfällen. 2012 schied er aus dem Rikspolisstyrelsen aus.

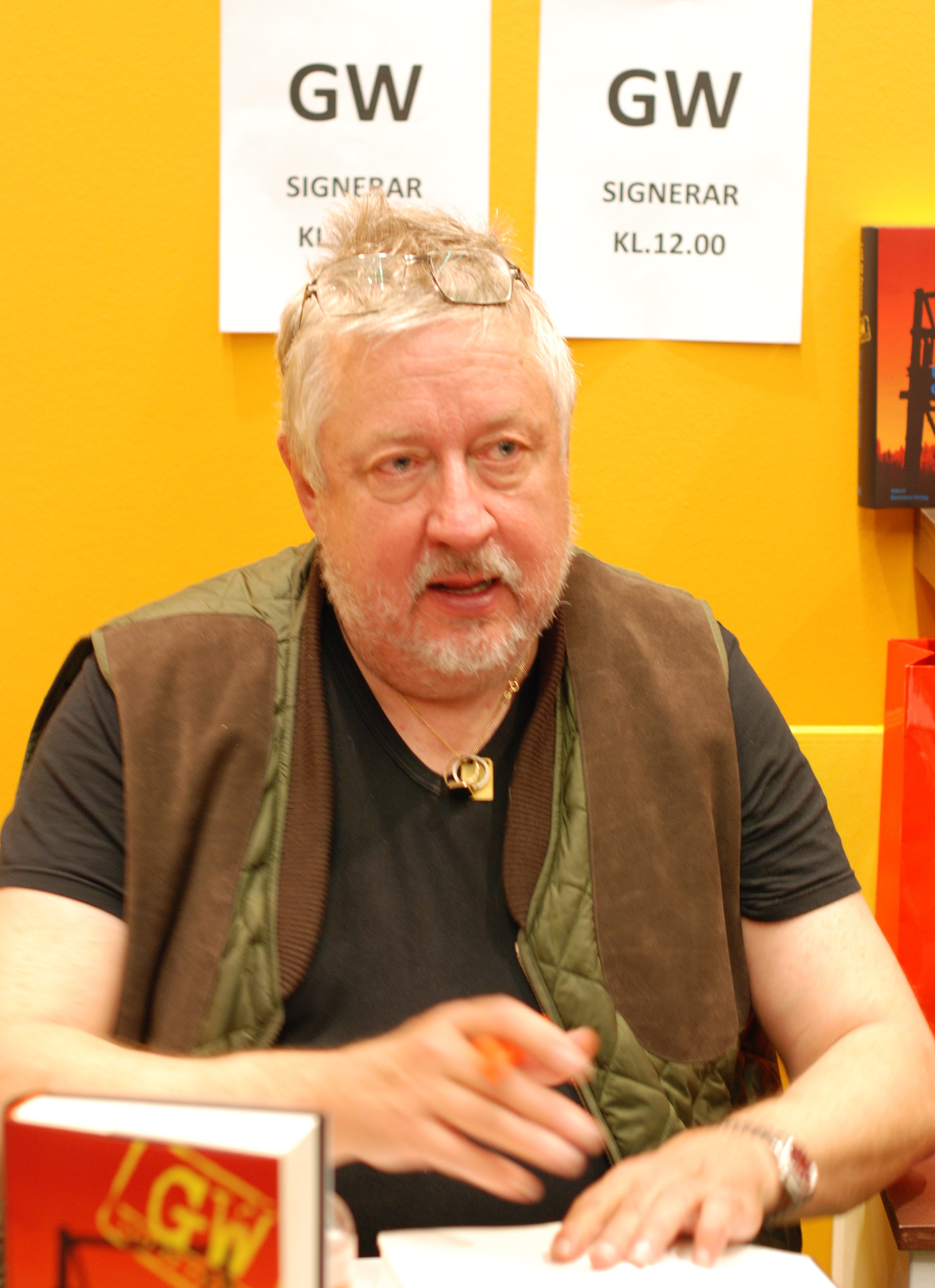
Leif G. W. Persson (2010)

Von 1999 bis 2009 trat Persson als Experte in der schwedischen Fernsehsendung Efterlyst (dt. Gesucht) auf, in der Straftaten mit Hilfe der Fernsehzuschauer aufgeklärt werden. Seit 2010 präsentiert er in der Fernsehsendung Veckans brott (dt. Verbrechen der Woche) ungelöste Kriminalfälle. Im Band Den som dödar draken (dt. Sühne, 2008) persifliert der Autor seine eigenen Tätigkeiten in einer Art Cameo-Auftritt: „dieser abgehalfterte Professor von der Reichspolizeibehörde ..., der uns jeden Donnerstag in Aktenzeichen XY ungelöst die Ohren abkaut“. Unter dem Titel Gustavs grabb (dt. Der Professor. Wie ich Schwedens erfolgreichster Profiler wurde) veröffentlichte Persson im Jahr 2012 seine Autobiografie.
Perssons Kriminalromane um den Protagonisten Lars M. Johansson zählen zu den erfolgreichsten Kriminalromanen Schwedens. Die Bände Mellan sommarens längtan och vinterns köld (dt. Zwischen der Sehnsucht des Sommers und der Kälte des Winters, 2002), En annan tid, ett annat liv (dt. Eine andere Zeit, ein anderes Leben, 2003) und Faller fritt som i en dröm (dt. Zweifel, 2007) bilden die Trilogie Välfärdsstatens fall (dt. Der Fall des Wohlfahrtsstaates) deren verbindendes Element die – bis heute unaufgeklärte – Ermordung des schwedischen Ministerpräsidenten Olof Palme im Jahr 1986 ist. Im Mittelpunkt des zweiten Romans steht die Geiselnahme von Stockholm eines Kommandos der RAF im Jahr 1975. Nach der Trilogie wurden die beiden TV-Miniserien En pilgrims död (dt. Tod eines Pilgers, 2013) und Den fjärde mannen (dt. Der vierte Mann, 2014/15) mit Rolf Lassgård in der Hauptrolle produziert.
Eine Figur, die häufig in Perssons Romanen auftaucht, ob als Nebenfigur in den Johansson-Romanen oder als Protagonist in den Romanen Linda, som i Lindamordet (dt. Mörderische Idylle, 2005), Den som dödar draken (dt. Sühne, 2008) und Den sanna historien om Pinocchios näsa  (dt. Der glückliche Lügner, 2013), ist Evert Bäckström, ein schwedischer Kriminalpolizist mit mangelnder Hygiene, zweifelhafter Moral und rassistischer, sexistischer und homophober Gesinnung. Er diente als Vorlage für die amerikanische Fernsehserie Backstrom aus dem Jahr 2015 sowie die schwedische Miniserie Kommissar Bäckström von 2020.

## Werke
- Grisfesten. 1978, (nicht auf Deutsch übersetzt).
- Profitörerna. 1979, (dt. Die Profiteure, übersetzt von Gabriele Haefs. btb, München 2006, ISBN 978-3-442-73376-7).
- Samhällsbärarna. 1982 (dt. In guter Gesellschaft; wörtl.: Die Gesellschaftsträger – „Stützen der Gesellschaft“, übersetzt von Gabriele Haefs. btb, München 2005, ISBN 3-442-73338-3).
- Mellan sommarens längtan och vinterns köld. 2002, (dt.: Zwischen der Sehnsucht des Sommers und der Kälte des Winters, übersetzt von Gabriele Haefs. btb, München 2005, ISBN 3-442-75140-3).
- En annan tid, ett annat liv. 2003, (dt. Eine andere Zeit, ein anderes Leben, übersetzt von Gabriele Haefs. btb, München 2006, ISBN 978-3-442-75132-7).
- Linda, som i Lindamordet. 2005, (dt. Mörderische Idylle; wörtl.: „Linda wie Lindamord“, übersetzt von Gabriele Haefs. btb, München 2007, ISBN 978-3-442-75170-9).
- Faller fritt som i en dröm. 2007, (dt. Zweifel; wörtl.: „Freies Fallen wie im Traum“, übersetzt von Gabriele Haefs und Nina Hoyer. btb, München 2010, ISBN 978-3-442-74020-8).
- Den som dödar draken. 2008, (dt. Sühne; wörtl.: „Wer den Drachen tötet“, übersetzt von Lotta Rüegger und Holger Wolandt. btb, München 2009, ISBN 978-3-442-75209-6).
- Den döende detektiven. 2010, (dt. Der sterbende Detektiv, übersetzt von Lotta Rüegger und Holger Wolandt. btb, München 2011, ISBN 978-3-442-75307-9).
- Gustavs grabb. 2012, (dt. Der Professor. Wie ich Schwedens erfolgreichster Profiler wurde; wörtl.: „Gustavs Sohn“, übersetzt von Lotta Rüegger und Holger Wolandt. btb Verlag, München 2013, ISBN 978-3442-75382-6).
- Den sanna historien om Pinocchios näsa. Albert Bonniers Förlag, Stockholm 2013, ISBN 9789100121624  (dt. Der glückliche Lügner; wörtl.: „Die wahre Geschichte von Pinocchios Nase“, übersetzt von Wibke Kuhn. btb, München 2015, ISBN 978-3-442-75468-7).
- Bombmakaren och hans kvinna. Albert Bonniers Förlag, Stockholm 2015, ISBN 978-9100140458 (dt. Verrat; wörtl.: „Der Bombenleger und seine Frau“, übersetzt von Susanne Dahmann. btb, München 2018, ISBN 978-3-442-79954-1).
- Kan man dö två gånger?. Albert Bonniers Förlag, Stockholm 2016, ISBN 978-9100161415 (dt. Wer zweimal stirbt; wörtl.: „Kann man zweimal sterben?“, übersetzt von Julia Gschwilm. btb, München 2020, ISBN 978-3-442-75747-3).

## Auszeichnungen
- 1982 Schwedischer Krimipreis (National) für Samhällsbärarna. Forum, Stockholm 1971 (dt.: In guter Gesellschaft. btb, München 2005)
- 2003 Schwedischer Krimipreis (National) für En annan tid, ett annat liv. Piratförlaget, Stockholm 2003 (dt.: Eine andere Zeit, ein anderes Leben. btb, München 2006)
- 2010 Schwedischer Krimipreis (National) für Den döende detektiven. Albert Bonnier, Stockholm 2010 (dt. Der Sterbende Detektiv. btb, München 2011)
- 2010 BMF-Plakette
- 2011 Skandinavischer Krimipreis für Den döende detektiven.
- 2012 Palle-Rosenkrantz-Preis für Den döende detektiven.